# Max Blecher
Max L. Blecher (n. 8 septembrie 1909, Botoșani, România – d. 31 mai 1938, Roman, Roman, România) a fost un romancier român de origine evreiască. 
Și-a semnat toate cărțile M. Blecher. În schimb, corespondența privată o semna Max L. sau Marcel.
Tatăl său, Lazăr Blecher, proprietarul unei fabrici de sticlă, era destul de înstărit. Prozator și poet cu o sensibilitate maladivă, Max Blecher face parte din aceeași generație literară cu Mircea Eliade sau Anton Holban, scriitori care aduc în spațiul literaturii române un spirit confesiv fără false pudori, remarcabil grație coordonatei unei lucidități dilatate de veritabilă febră existențialistă. Din acest motiv, Max Blecher este considerat de critica literară drept principalul reprezentant al literaturii autenticității.
Își întrerupe cursurile la Facultatea de medicină din Paris imediat după declanșarea bolii sale: Max Blecher suferea de o boală pe atunci incurabilă, morbul lui Pott, tuberculoză la coloana vertebrală. A fost internat în câteva sanatorii, întâi la Berck-sur-Mer, în Franța, apoi la Leysin, în Elveția. Apoi a fost internat în sanatoriul de la Techirghiol. Operele sale sunt în foarte mare măsură autobiografice. Suferințele sale atroce l-au impresionat profund pe Mihail Sebastian, care a făcut din Max Blecher un personaj foarte important al Jurnalului său.

## Poetul
O primă și ultimă plachetă de versuri, intitulată Corp transparent (1934) îi apare cu ajutorul prietenului său Geo Bogza, versurile fiind uneori suprarealiste, dar mai adesea destul de convenționale ca tehnică. Geo Bogza l-a ajutat de altfel să-și tipărească și cele trei romane și cu el avea să poarte o corespondență asiduă. A colaborat la revista Le Surréalisme condusă de André Breton.

## Romancierul
Romanul său de debut, Întâmplări din irealitatea imediată este o evadare din viața de zi cu zi a tânărului cu o sensibilitate excesivă, „țintuit la pat” de o boală cumplită. Inimi cicatrizate, roman în care descoperim începutul bolii sale (morbul lui Pott la coloana vertebrală), care-l va doborî mult prea timpuriu. Ultimul său volum, tipărit postum de amicul său Sașa Pană, Vizuina luminată, un "jurnal de sanatoriu", închid trăirile sale. Tânărul critic Eugen Ionescu a făcut pentru prima oară o apropiere între scrisul său și cel al lui Franz Kafka. Corpul lui avea, într-adevăr, „să se frângă... ca un copac rupt, ca o păpușă de cârpă.”
Paul Cernat menționează „experiențele avangardiste și romanele poematice, atipice” ale lui Blecher.

## Citate
- Vals vechi

Vals vechi mireasa moartă e-n voaluri prăfuite
Ghirlănzi de fete albe în rochii ca de spumă
Cu cavaleri de pică se-nvârt pe-aici cernite
Și răspândesc în aer un vag parfum de humă
Stă cimitiru-n lună, salcâmii domni de umbre
Ca invitați de seamă asistă și șoptesc
Prin tainice cavouri amanți cu inimi sumbre
Cu gesturi adormite iubiri mărturisesc.
Vals vechi perechi de ceară în aer se ridică
Și în salonul nopții amețitor dansează
Sunt lucruri prea normale în jurul meu, mi-e frică
Încet foșnește vântul și valsul delirează
E nunta celei care odinioară-n viață
La nunta ei cea vie muri în flori de sânge
Înfiorări de spectru tresar pe alba-i față
Când valsul lent se-nvârte, când valsul parcă plânge.
- Este, cred, același lucru a trăi sau a visa o întâmplare, și viața reală, cea de toate zilele este tot atât de halucinantă și stranie ca și cea a somnului. Dacă aș vrea, de exemplu, să definesc în mod precis în ce lume scriu aceste rânduri, mi-ar fi imposibil. În somn adesea visez poeme de fantastică frumusețe cu fraze limpezi și imagini inedite, pe care le recitez cu aceeași siguranță cu care scriu alăturând literă lângă literă această frază și mărturisesc că multe imagini mi-au venit în somn, iar când m-am trezit ecoul lor persista în mine atât de clar și de insistent, încât nu-mi rămânea decât să iau o bucată de hârtie și să le transcriu. Îmi place, de asemenea, să cred că în lumea somnului există cel puțin o plachetă de versuri semnată de mine, pe care oamenii adormiți o citesc în coșmar… (fragment din Vizuina luminată)

## Caracterizări
- M. Blecher a fost "...un scriitor unic... un remarcabil stilist... și prin simțul de umor prin care autorul încearcă să depășească latura tragică a existenței sale" (Camil Baltazar).[7]
- "Blecher nu este un înstrăinat de evreism, ci, dimpotrivă, nu numai colaborările sale... dovedesc... o vibrantă și autentică personalitate iudaică..." (Ury Benador).[7]

## Opere
- Corp transparent, 1934
- Întâmplări în irealitatea imediată, Editura Vremea, București, 1936, tirajul de lux are 26 de exemplare
- Inimi cicatrizate, 1937[8]
- Vizuina luminată, Cartea Românească, București, 1971 (ediție și note de Sașa Pană)
- M. Blecher, mai puțin cunoscut: corespondența și receptare critică, ediție întocmită de Madalina Lascu ; prefață de Ion Pop; Hasefer, București, 2000

## Monografii despre Max Blecher
- Pillat, Dinu, M. Blecher în Mozaic istorico- literar Secolul XX, București, Editura pentru literatură, 1969
- Ion Negoițescu, M. Blecher sau „bizara aventură de a fi om” în Engrame, București, Editura Albatros, 1975
- Silvian Iosifescu, Reverberatii: Sainte-Beuve, Ion Ghica, Gh. Braescu, Giovanni Papini, M. Blecher, Camil Petrescu, Jules Verne, Thornton Wilde, Editura Eminescu, București, 1981
- Alina Pamfil,  M. Blecher: Poetica alveolarului în Spațialitate și temporalitate.Eseuri despre romanul românesc interbelic, Editura Dacopres, Cluj-Napoca, 1993
- Radu G. Țeposu, În căutarea identității pierdute prefața la volumul Max Blecher, Opere complete
- Radu G. Țeposu, Suferințele tînărului Blecher, București, Editura Minerva, 1996
- Nicolae Manolescu, Prin niște locuri rele în tratatul critic despre romanul românesc Arca lui Noe, București, Editura Gramar, 1998
- Iulian Băicuș, Max Blecher. Un arlechin pe marginea Neantului, Editura Universității din București, 2000
- Sergiu Ailenei, Introducere în opera lui M. Blecher, Iași, Editura Alfa, 2003
- Gheorghe Glodeanu, Max Blecher și noua estetică a romanului românesc interbelic, Cluj-Napoca, Editura Limes, 2005
- Rodica Grigore, Retorica măștilor în proza interbelică românească : (Mateiu I. Caragiale, Urmuz, Max Blecher, George Mihail Zamfirescu, G. Calinescu), Cluj-Napoca, Casa Cartii de Stiinta, 2005
- Rozalia Colciar, Timpul discursului la Max Blecher, Cluj-Napoca, Casa Cartii de Stiinta, 2007
- Ada-Cătălina Bravescu, Cel mai problematic si mai spectaculos caz de receptare al literaturii române: M. Blecher,  studiu de receptare; Universitatea București, Școala doctorală de Filologie, 2008
- Florin Corneliu Popovici, Max Blecher și retorica autenticității, București, Institutul de Istorie și Teorie Literară "G. Călinescu", 2009
- Ioana-Daniela Trif, Univers epic și univers interior în opera lui Max Blecher, Alba Iulia, Universitatea "1 Decembrie 1918", 2010
- Ada Bravescu, M. Blecher - un caz de receptare problematic si spectaculos, Bucuresti, Editura Tracus Arte, 2011
- Doris Mironescu, Viața lui M. Blecher. Împotriva biografiei, Iași, Editura Timpul, 2011
- Mihaela Luiza Dobre, Vocația spațiului în irealitatea lui Max Blecher, Curtea de Argeș, 2011
- Mihai Ignat, Șase prozatori în căutarea unui cititor: (Mihail Sadoveanu, Liviu Rebreanu, Camil Petrescu, George Călinescu, Mircea Eliade, Max Blecher), Cluj-Napoca, Casa Cărții de Știință, 2012
- Carmen Ion, Lumile lui Max Blecher (teza de doctorat), Oradea, 2013
- Gabriela Glăvan, M. Blecher - maestrul și umbra. O paradigmă în devenire în Viraj în ireal. Modernități particulare în literatura română interbelică, Timișoara, Editura Universității de Vest, 2014
- Gabriela Glăvan, Mapping the Unreal. Max Blecher in the Shadow of the Avant-garde în Arcadia, vol. 49, no.1/2014
- Anca Chiorean, Patru dimensiuni reale în irealitatea imediată. Eseu despre stratigrafia imaginarului blecherian, Cluj-Napoca, Editura Avalon, 2015
- Georgeta Loredana Voicilă, Estetica înstrăinării: Hortensia Papadat-Bengescu, Anton Holban, Constantin Fântâneru, Max Blecher (teză de doctorat), București, Universitatea din București. Facultatea de Litere, 2015
- Dorin Ștefănescu, Reflecții în sepia. Arta imaginii la Anton Holban și M. Blecher, Ed. Tracus Arte, București, 2017

## Traduceri
În ordinea cronologică a publicării:
- Aventures dans l’irréalité immédiate (Întâmplări în irealitatea imediată), traducere în limba franceză de Mariana Șora, 1973.
- La tanière éclairée (Vizuina luminată), traducere în limba franceză de Georgeta Horodinca și Hélène Fleury, 1989.
- Acontecimientos de la irrealidad inmediata - La guarida iluminada (Diario de sanatorio), trad. Joaquin Garrigos, 2006.
- Cuerpo transparente, trad. Joaquin Garrigos, 2008.
- Corazones cicatrizados,trad. Joaquin Garrigos, 2009.
- Corpo transparente/Corp transparent, trad. Fernando Klabin, (n.t.) Revista Literária em Tradução, nº 1 (set/2010), Fpolis/Brasil, ISSN 2177-5141, 2010.
- Scarred Hearts (Inimi cicatrizate), traducere în limba engleză de Henry Howard, 2010.
- Händelser ur den omedelbara overkligheten (Întâmplări în irealitatea imediată), traducere în limba suedeză de Inger Johansson, 2010.
- Acontecimentos na irrealidade imediata, traducere în braziliană Fernando Klabin. São Paulo, Brasil: ed. Cosac Naify, 192 p., 2013.
- Coeurs cicatrisés (Inimi cicatrizate), traducere în limba franceză de Gabrielle Danoux, 2014.
- Adventures in immediate irreality, trad. Michael Henry Heim. New York: ed. New Directions, 128 p., 2015.
- Aventures dans l’irréalité immédiate, suivi de Cœurs cicatrisés (Întâmplări în irealitatea imediată și Inimi cicatrizate), traducere în limba franceză de Elena Guritanu, 2015.
- Történetek a közvetlen irrealitásban (Întâmplări în irealitatea imediată), trad. în limba maghiară de Vallasek Júlia. Cluj: ed. Kriterion, 2016. ISBN 9789732611579
- Corps transparent (ediție bilingvă română-franceză), poezii traduse de Gabrielle Danoux, Franța, 2017.
- Verkaro (preskaŭ) kompleta (Opere (aproape) complete), traducere în esperanto de Tomasz Chmielik și Ionel Oneț, 2018.
- Áttetsző test (Corp transparent), trad. în limba maghiară de Balázs Imre József. Tg. Mureș: ed. Lector, 2018. ISBN 9786068957050
- Heges szívek (Inimi cicatrizate), trad. în limba maghiară de Boda Edit. Cluj: ed. Kriterion, 2018. ISBN 9789732612026